# Captain Cook und seine singenden Saxophone
Captain Cook und seine singenden Saxophone sind eine deutsche Instrumental-Schlagerband.

## Bandgeschichte
1993 hob der erfolgreiche Schlagerkomponist und -produzent Günther Behrle die Band aus der Taufe. Sie sollte im Stil von Billy Vaughn (Sail Along Silv’ry Moon) instrumentale Neuaufnahmen von Schlagern und Evergreens im Saxophonklang spielen. Sie gelten als „Inbegriff der ‚leichten Musik‘“.
Die siebenköpfige Gruppe mit drei Saxophonisten wechselte über die Jahre häufig die Besetzung. Mitte der 2000er hatten die Singenden Saxophone ihren Durchbruch. 2003 nahmen sie mit dem von Behrle geschriebenen Instrumentaltitel Ich denk so gern an Billy Vaughn am Grand Prix der Volksmusik teil und belegten im Finale Platz 10. Zwei Jahre später konnte sich nach ihrer zweiten Grand-Prix-Teilnahme mit Du bist mein erster Gedanke erstmals eines ihrer Alben in den offiziellen deutschen Albumcharts platzieren. Im Jahr darauf gewannen sie den deutschen Grand-Prix-Vorentscheid und belegten im Finale Platz 6.
In den folgenden Jahren konnte die Band regelmäßig Alben in den Charts platzieren und bis in die Top 30 vorstoßen. Mandolinen und Mondschein, Santa Lucia und Weltreise wurden jeweils mit Gold für 100.000 verkaufte Exemplare ausgezeichnet. 2008 konnten sie zudem den Sieg beim Grand-Prix-Vorentscheid wiederholen.
Den größten Teil des Repertoires von Captain Cook und seinen singenden Saxophonen machen Saxophonversionen von bekannten Schlagern, Oldies und Instrumentalstücken von den 50ern bis heute aus. Daneben spielen sie auch einige Eigenkompositionen von Günther Behrle und, nachdem 2004 mit Freddy Paulheim auch ein Sänger zur Band gestoßen war, seit 2006 vereinzelt auch Gesangsstücke wie den Grand-Prix-Beitrag Ich denk so gern an meine Mutter (2008). 2013 feierten Captain Cook und seine singenden Saxophone ihr 20-jähriges Bestehen.

## Grand Prix der Volksmusik
- 2003 Ich denk so gern an Billy Vaughn, Platz 10
- 2005 Da tanzten wir zu Billy Vaughn, Platz 10
- 2006 Ich danke Gott für all die schönen Jahre, Platz 6 (Sieger im deutschen Vorentscheid)
- 2008 Ich denk’ so gern an meine Mutter, Platz 9 (Sieger im deutschen Vorentscheid)

## Bandmitglieder
Aktuelle Besetzung (2015)
- Darius Hummel, Saxophon, Gesang; seit 2014 „Captain Cook“
- Roland John, Saxophon
- Helmut Rückert, Gitarre, Gesang
- Gerhard Kölbl, Keyboard
- Rainer Weck, Bass
- Tom Peroutka, Schlagzeug

Ehemalige Mitglieder
„Captain Cook“
- Reinhardt Reißner (2002 bis 2004[3])
- Thomas Grebel (2004 bis 2007[4])
- Timo Verbole (2007/08[5])
- Freddy Paulheim (2008 bis 2011)
- Marcus Rüdel (2011 bis 2014)

andere
- Alexander Mildenberger, Saxophon
- Christian Wiegand, Gitarre, Trompete
- Alexander Fuchs, Bass
- Stefan Lange, Gitarre

## Diskografie
- Captain Cook und seine singenden Saxophone (November 1993, Electrola (EMI))
- Traummelodien Folge 02 (Februar 1995, Electrola (EMI))
- Wenn die Sehnsucht nicht wär'  (1999, Koch Universal)
- Der weiße Mond von Maratonga (Mai 2003, Koch Universal)
- Bist du einsam heut Nacht (September 2004, Koch Universal)
- Ich denk’ so gern an Billy Vaughn (Februar 2005, Koch Universal)
- Du bist mein erster Gedanke (Mai 2005, Koch Universal)
- Tanze mit mir in den Morgen (August 2006, Koch Universal)
- White Christmas (November 2006, Koch Universal)
- Mandolinen und Mondschein (Juni 2007, Koch Universal)
- Du bist nicht allein (Mai 2008, Koch Universal)
- Da tanzten wir zu Billy Vaughn (Oktober 2008, Koch Universal)
- Steig in das Traumboot der Liebe (DVD, November 2008, Koch Universal)
- Ein bisschen Spaß muss sein (Juni 2009, Ariola)
- Nachts in Rom (August 2010, Ariola)
- Heimweh (November 2010, D-One (Delta Music))
- Sentimental Journey (2012)
- Dieter Thomas Heck präsentiert: 20 Jahre Captain Cook und seine singenden Saxophone – die deutsche Schlagerhitparade (2013)
- Die große Westernparty (August 2014)
- Das große Wunschkonzert (März 2015)
- Wie ein Stern (2015)
- Komm ein bisschen mit nach Italien (Mai 2016)
- 25 Jahre (Februar 2018)
- Komm auf mein Traumschiff der Liebe (April 2020)
- Lass die Sonne wieder scheinen (Februar 2022)